# Erik de Villoutreys
Erik de Villoutreys, né le 29 janvier 1978 à Cannes, est guitariste dans le groupe Pleymo.

## Biographie

### Famille et formation
Erik de Villoutreys de Brignac naît le 29 janvier 1978 à Cannes du mariage de Foulques de Villoutreys de Brignac (1937-2011) et de Lena-Christina Thaorbard.
Erik de Villoutreys est diplômé en 2001 de l'école Penninghen (école de direction artistique, de communication et d'architecture intérieure).

### Carrière professionnelle
Après avoir été guitariste dans le groupe Pleymo (Ce soir, c'est le grand soir en 2005), Erik de Villoutreys est graphiste indépendant, il travaille sur différents projets artistiques, dont la communication des festivals de musique électronique organisé par sa sœur Gabrielle dans le sud de la France (notamment le festival des Plages électroniques à Cannes).